# Malböna
Malböna (Vigna aconitifolia) är en ärtväxtart i släktet vignabönor. Den är en torkhärdig växt med små frön (bönor) och är föremål för odling i bland annat Indien. Större delen av världsproduktionen sker i Rajasthan, där en yta motsvarande 10 000 kvadratkilometer ägnas åt odling av malböna.
Växten beskrevs först av Nikolaus Joseph von Jacquin och fick sitt nu gällande namn av Marechal. Inga underarter finns listade i Catalogue of Life.